# Чакана (вулкан)
Чакана (исп. Chacana) — неактивный вулканический комплекс типа кальдера в Эквадоре, на границе провинций Пичинча и Напо. Чакана является одним из крупнейших риолитовых центров северных Анд.

## Физико-географическая характеристика
Кальдера Чакана является старейшим и одним из самых крупнейших риолитовых центров Эквадора. Чакана расположена в 30 километрах к юго-востоку от столицы Эквадора Кито. Размер кальдеры, по разным оценкам, составляет 30-50 километров в направлении с севера на юг, и 20-30 километров с востока на запад. С юго-востока к кальдере примыкает стратовулкан Антисана.
Вулканический комплекс Чакана состоит преимущественно из метаморфических горных пород палеозойской и мезозойской геологических эпох, и более поздних андезитовых пород, сформировавшихся в кайнозойский период. Внутри кальдеры присутствует ряд лавовых куполов высотой более 4000 метров над уровнем моря. Самая высокая точка кальдеры расположена на высоте 4643 метра над уровнем моря.

## Извержения
Комплекс Чакана был сформирован в результате нескольких циклов извержений. Основные циклы извержений произошли примерно 240 000, 180 000 и 160 000 лет назад, в результате которых была сформирована основная часть кальдеры. В период между 30 000 и 21 000 лет назад происходили извержения дацитовых лавовых потоков из трещин в кальдере. Многочисленные лавовые купола кальдеры были источниками извержений в течение голоценового периода. Два последних небольших извержения (показатель вулканической эксплозивности извержений равнялся 0) наблюдались исторически: в 1760 году на юго-западной стороне кальдеры, и в 1773 году в южной части кальдеры.

## Активность вулкана
В настоящее время вулкан считается неактивным, специальных наблюдений за ним не ведётся. На территории кальдеры находится ряд термальных источников с температурой воды от 55 до 70 градусов. В 2013 году был анонсирован Геотермальный проект Чакана (Geothermal Project Chacana) проект по установке геотермальных систем для получения энергии на территории кальдеры. По оценкам, потенциал проекта составляет 318 мегаватт, инвестиции в проект планируются на уровне 185 000 000 долларов США. Завершить постройку комплекса планируется к 2017 году.

### Научные исследования
- Minard L. Hall and Patricia A. Mothes. The Chacana caldera complex in Ecuador (англ.) // IOP Conference Series: Earth and Environmental Science. — 2008. — Vol. 3, no. 1. — P. 1-4. — doi:10.1088/1755-1307/3/1/012004.
- Massimo Chiaradia, Othmar Müntener, and Bernardo Beate. Quaternary Sanukitoid-like Andesites Generated by Intracrustal Processes (Chacana Caldera Complex, Ecuador): Implications for Archean Sanukitoids (англ.) // Journal of Petrology. — 2014. — Vol. 55, no. 4. — P. 769-802. — ISSN 1460-2415. — doi:10.1093/petrology/egu006.